# Catocala lacrymosa

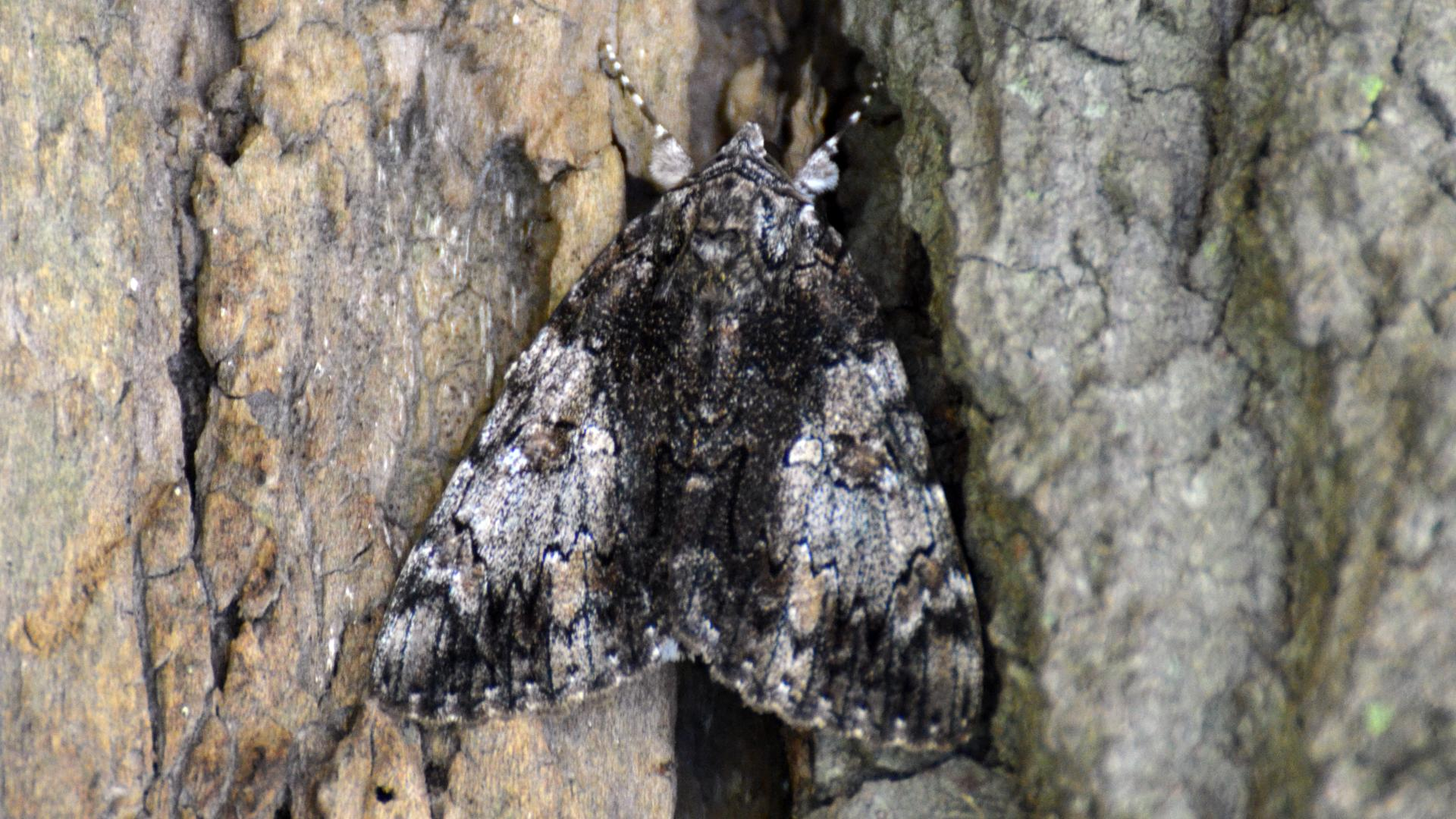
Farbvariante mit grauweißer Marmorierung in Ruhestellung

Catocala lacrymosa ist ein in Nordamerika vorkommender Schmetterling (Nachtfalter) aus der Familie der Eulenfalter (Noctuidae). 

## Merkmale
Die Falter erreichen eine Flügelspannweite von 60 bis 82 Millimetern. Die Farbe der Vorderflügeloberseite variiert von aschgrau bis schwarzgrau und zeigt eine starke schwarze, braune oder weißliche Marmorierung. Innere und äußere Querlinie sind schwarz und stark gezackt. Ring- und Nierenmakel sind zuweilen undeutlich ausgebildet. Am Innenrand heben sich kleine weißliche Flecke ab. Die Hinterflügeloberseite ist zeichnungslos schwarz, die Fransen sind seidig weiß und schwarz gescheckt.

## Verbreitung und Lebensraum
Catocala lacrymosa kommt in den östlichen, südöstlichen und mittleren Regionen Nordamerikas verbreitet bis lokal vor. Die Art besiedelt bevorzugt Laubwälder.

## Lebensweise
Die nachtaktiven, univoltinen Falter sind zwischen Juli und September anzutreffen. Sie besuchen künstliche Lichtquellen und Köder. Eier werden bevorzugt an Baumrinde abgelegt. Die Raupen ernähren sich von den Blättern verschiedener Hickoryarten (Carya). Die Art überwintert im Eistadium.